# Бригген, Александр Фёдорович фон дер
Александр Фёдорович фон дер Бригген (Бриген) (16 [27] августа 1792, Санкт-Петербург — 27 июня [9 июля] 1859, Санкт-Петербург) — участник Отечественной войны 1812 года, масон и декабрист, член Союза благоденствия и Северного общества, полковник (1820), титулярный советник (1856).

## Биография
Александр Фёдорович фон дер Бригген (Бриген) родился 16 (27) августа 1792 года в дворянской семье в городе Санкт-Петербурге. Отец Фридрих Эрнест, премьер-майор Русской императорской армии; мать Мария Алексеевна, дочь генерал-майора Алексея Фёдоровича Микешина. Восприемником его был Гавриил Романович Державин.
Воспитывался в училище при церкви святого Петра и в пансионе Мейера, преимущественно у профессора Эрнста Раупаха; слушал лекции профессора Германа по политической экономии. Особый интерес в пансионе Мейера Бригген проявил к изучению истории и латинскому языку.

### Служба
В службу вступил в лейб-гвардии Измайловский полк подпрапорщиком — 14 (26) декабря 1808 года, портупей-прапорщик — с 28 декабря 1809 года (9 января 1810 года), прапорщик — с 27 октября (8 ноября)  1811 года, подпоручик — с 16 (28) апреля 1812 года.
Был участником Отечественной войны 1812 года и заграничных походов. 26 августа (7 сентября)  1812 года участвовал в Бородинском сражении, был контужен в грудь и награждён золотой шпагой за храбрость. 6 (18) октября 1812 года участвовал в экспедиции при деревне Инкове; участвовал в сражении под Малоярославцем; сражении под Красным и преследовании неприятеля до города Вильно. 1 (13) января 1813 года переход через реку Неман. 20 апреля (2 мая)  1813 года участвовал в сражении при Люцыне; 9 (21) мая 1813 года участвовал в сражении при Бауцене; 16 (28) августа 1813 года участвовал в сражении при Пирне. В сражении под Кульмом был ранен пулей в голову и за «отличную храбрость» был награждён орденом Св. Владимира 4-й степени с бантом и знаком прусского Железного креста. Участвовал в Битве народов под Лейпцигом (был сражении при деревне Вахау).
С 7 (19) декабря 1813 года — поручик. 1 (13) января 1814 года переход через реку Рейн в город Базель. Поход на Париж, с 19 (31) марта 1814 года от Парижа в Шербур, где войска были посажены на суда. 10 (22) июля 1814 года вернулись в Санкт-Петербург. С 16 (28) января 1816 года был в отпуске на 2 месяца.
Штабс-капитан — с 22 октября (3 ноября)  1816 года, капитан — с 27 февраля (11 марта)  1819 года, полковник — с 3 (15) мая 1820 года.
Был уволен от службы по болезни 7 (19) сентября 1821 года. Поселился у тестя тайного советника Михаила Павловича Миклашевского в его усадьбе в селе Понуровка Понуровской волости Стародубского уезда Черниговской губернии, ныне село — административный центр Понуровского сельского поселения Стародубского района Брянской области. В декабре 1825 года крестьян не имел.
Наряду с военной службой Александр Бригген сотрудничал в «Военном журнале», издававшемся в 1816—1819 годах органе «Общества военных людей», организованном при штабе гвардейского корпуса. Задачами общества были обобщения и популяризация опыта Отечественной войны и заграничных походов; его редактором был Фёдор Николаевич Глинка. Бригген составил исторические заметки «Анекдот», «Записки Кайя Юлия Кесаря», «Происхождение Павла I».

### Член тайных обществ
Бригген был членом масонской ложи «Петра к Истине» (Peter zur Warheit) с 1814 года; ритор ложи.
Член Союза благоденствия с 1818 года, после возвращения гвардии в Россию. Принят в Измайловскую управу Союза благоденствия офицерами Измайловского полка Николаем Петровичем Годейном и Александром Александровичем Кавелиным. Кроме открытой цели благотворения и просвещения, никаких других целей общества не знал. Вскоре от дел общества отошёл.
Член Северного общества. Присутствовал на совещании Северной думы в октябре 1823 года на квартире Ивана Ивановича Пущина. На этом совещании были разработаны условия приема в общество, Никита Михайлович Муравьёв докладывал об общих положениях разрабатываемой им конституции, Михаил Фотиевич Митьков — об освобождении крестьян. Бригген знал о приезде Павла Ивановича Пестеля в 1824 году в Санкт-Петербург с целью соединения Северного и Южного обществ. В 1825 году выполнял поручения Кондратия Фёдоровича Рылеева по связи Северного и Южного обществ, должен был выяснить, как идёт подготовка к выступлению на юге и привезти Трубецкому устав Ордена восстановления. В конце июня 1825 года выехал из Санкт-Петербурга, погостив у Миклашевских, в конце сентября 1825 года приехал в Киев, где встречался с князем Сергеем Петровичем Трубецким, Сергеем Ивановичем Муравьёвым-Апостолом и Михаилом Павловичем Бестужевым-Рюминым. Бестужев-Рюмин сообщил Бриггену о присоединении Общества соединённых славян к Южному обществу и о том, что Южное общество решило не откладывать выступление позже 1826 года. Из Киева вернулся в имение Миклашевских в Стародубском уезде Черниговской губернии.
После подавления восстания декабристов имя Бриггена было впервые названо князем Трубецким 28 декабря 1825 года (9 января 1826 года). 3 (15) января 1826 года был отдан приказ об аресте Бриггена; 10 (22) января 1826 года он был арестован в имении своего тестя М. П. Миклашевского Берёзовка Стародубского уезда. Привезён из Чернигова в Санкт-Петербург на главную гауптвахту частным приставом Хантинским 17 (29) января 1826 года, а оттуда 18 (30) января 1826 года переведён в Петропавловскую крепость в камеру № 17 Трубецкого бастиона. Во время следствия Бригген утверждал, что не знал о цели общества установить республику, свергнуть или убить царя. Это он утверждал и на очной ставке с Павлом Ивановичем Пестелем, который заявил, что на петербургском совещании 1820 года Бригген голосовал за республику.
Был осуждён по VII разряду и по конфирмации 10 (22) июля 1826 года приговорён на каторжные работы на два года, 22 августа (3 сентября)  1826 года срок сокращён до одного года. Отправлен из Петропавловской крепости в Сибирь 15 (27) февраля 1827 года. Согласно описанию из материалов дела имел рост 2 аршина 7 4/8 вершка (примерно 175 см), «лицо белое, чистое, румянец во всю щеку, глаза светло-карие, нос остр, волосы на голове и бровях светло-русые, на левой стороне головы небольшой шрам от полученной в сражении при Кульме контузии».

### В Сибири
Наказание отбывал в Читинском остроге. После отбытия срока обращен на поселение в Пелым Тобольской губернии, куда прибыл из Иркутска 23 июля (4 августа)  1828 года. Надеясь на воссоединение с семьёй Бригген построил в Пелыме деревянный трёхкомнатный дом, в котором прожил до 1836 года. В Пелыме он много занимался философией, историей, собирал сведения о когда-то сосланных сюда Минихе и Бироне. Его жена София Михайловна фон дер Бриген ещё в 1827 году просила разрешение приехать с детьми на место поселения мужа. Однако ей было отказано в переезде в Сибирь вместе с детьми. Поскольку оставить четверых детей у кого-нибудь из родственников возможности не было, ей пришлось отказаться от переезда к мужу. О переводе из Пелыма Бригген начал хлопотать в 1831 году. Ходатайство генерал-губернатора Западной Сибири Иваном Александровичем Вельяминова о переводе его по болезни в Курган Тобольской губернии Николаем I было отклонено (на докладе имеется помета от 25 июня (7 июля)  1831 года: «начали все проситься, надобно быть осторожнее в согласии на это, в особенности ныне»).
В 1835 году разрешение на переезд семьи было всё-таки дано, но переезд состоялся лишь в марте 1836 года. В январе 1838 года ему было разрешено поступить на гражданскую службу канцелярским служителем 4-го разряда в Курганский окружной суд; в конце апреля 1848 года он получил чин коллежского регистратора. В марте-июне 1850 года находился под следствием, поскольку, будучи заседателем Курганского окружного суда, обвинил местные власти в организации убийства крестьянина М. Е. Власова, и «за неуместные его званию суждения и заносчивое поведение» в июне 1850 года он был переведён заседателем в Туринский окружной суд. В коллежские секретари был произведён 29 декабря 1853 года (10 января 1854 года), а 3 (15) марта 1855 года было разрешено вернуть Бриггена обратно в Курган, где в 1856 году он получил чин титулярного советника. На поселении Бригген занимался переводами древних историков Юлия Цезаря и Саллюстия.
Своей гражданской жене Александре Тихоновне Томниковой купил большую усадьбу в центре города Кургана в два приёма на её имя. Часть усадьбы с домом и флигелем приобретена в 1841 году, вторая половина куплена в 1856 году. Купчая крепость от 22 марта (3 апреля)  1856 года. Крестьянин Смолинской волости деревни Рябковой Алексей Иванович Кирпичёв продал курганской мещанке Александре Тихоновне Томниковой двор свой, состоящий в городе Кургане на Троицкой улице; а строения на том её дворе: ветхий дом деревянного строения, кладовая, завозня и амбар в одной связи, скотская стая некрытая и старый сруб для бани. Мерою под этим двором земли длиннику по улице 7 сажен, а поперечнику 30 сажен. В межах этот двор по правую сторону двора курганской мещанской жены Харитиньи Шибаевой, а по левую — самой покупательницы Александры Томниковой. Заплатили серебром 114 рублей 71 копейку. После этой покупки усадьба составила длиннику по улице 19 сажен, то есть больше стандартного размера. Усадьба сгорела в 1864 году.

### После амнистии
После амнистии 26 августа (7 сентября)  1856 года уволен со службы с сохранением получаемой платы (285 рублей) в качестве пожизненной ежегодной помощи. Ему было разрешено жить под надзором где угодно, кроме столиц и 12 (24) июня 1857 года он выехал из Кургана в Глуховский уезд Черниговской губернии. С февраля 1858 года жил у младшей дочери в Петергофе; 20 июля (1 августа)  1858 года получил разрешение жить в Санкт-Петербурге. В 1859 году Бриггену было дозволено носить медаль «В память Отечественной войны 1812 года» и Кульмский крест.
Александр Фёдорович фон дер Бригген умер 27 июня (9 июля) 1859 года в городе Санкт-Петербурге. Похоронен на Литераторских мостках Волковского кладбища, ныне муниципального округа Волковское Фрунзенского района города Санкт-Петербурга.

## Награды
- Золотая шпага за храбрость, 1812 год, за Бородинское сражение.
- Орден святого Владимира 4-й степени с бантом, 1813 год, за сражение под Кульмом.
- Медаль «В память Отечественной войны 1812 года»
- Кульмский крест.

## Семья
Предки декабриста носили фамилию фон Брюгген (нем. von Brüggen), жили на территории герцогства Вестфалия и на севере Рейнланда. В 1382 году Ротгер то дер Брюгген владел имением в вестфальском городе Флирих (округ Хамм), семья лишилась имения до 1400 года.
У Филиппа фон дер Брюггена (упом. 1485), родоначальника всех курляндских Брюггенов, был сын Эверт (Эберхарт) и внук Филипп (ум. 1 февраля 1556). 6 июня 1548 года Император Карл V повелел выдать лифляндскому советнику Филиппу фон дер Брюггену гербовый диплом. У Филиппа сыновья: Эверт, Иоганн, Филипп (ум. 1560), Генрих.
В 1631 году род был внесён в мартикул курляндского рыцарства. Эрнст Кристоф фон дер Брюгген (16 сентября 1697 — 25 октября 1761) владел курляндскими имениями Шваррен и Ноймоден. Его сын Эрнст Филипп фон дер Брюгген (дед декабриста) (ум. 4 марта 1778). В 1749 году он женился на Хелене Шарлотте фон Битингоф (ум. 1752) из Илена, родившей ему сына Фридриха Эрнста в 1752 году. В 1753 году он вторично женился, — на Агнессе Юлиане фон Кристоф из Ротенберга.
Отец — Фридрих Эрнест фон-дер Бригген (7 марта 1752 — 3 января 1797), ещё на родине в Ноймодене женился в 1774 году на Агнессе Александрине фон Мантойфель, урождённой фон Кляйст (ум. 1813). Однако семейная жизнь не заладилась, и Фридрих Эрнст ещё до 1781 года уехал из Ноймодена и стал камер-юнкером при дворе короля польского и великого князя литовского Станислава II Августа. В 1784 году перешёл на русскую службу, поступил ротмистром в русскую армию. После присяги российскому монарху баронский титул Фридриха Эрнста подтвержден не был. В 1786 году Фридрих Эрнст стал секунд-майором и в этом чине прослужил до русско-турецкой войны 1788—1790 годов. В 1790 году получил чин премьер-майора. Был дважды женат; 29 апреля (10 мая)  1789 года женился вторично на дочери генерал-майора Алексея Фёдоровича Микешина, Марии Алексеевне (1765 или 1770 — 20 апреля (2 мая)  1852 года). В этом браке родились трое сыновей: Александр (9 (20) апреля 1790 года—13 (24) апреля 1791 года), Александр (декабрист) и Платон (11 (22) февраля 1796 года—9 (20) февраля 1799 года). Мария Алексеевна вторым браком была замужем за цалмейстером (казначеем) и премьер-майором Иваном Родионовичем Вальманом, и родила в новом браке ещё четырёх детей, в числе которых: Родион Иванович Вальман (1809—1882) — полковник в отставке; Любовь Ивановна Вальман, в замужестве Стражева; Елизавета Ивановна Вальман, замужем за генерал-лейтенантом Николаем Алексеевичем Терентьевым (1800—1863).
Жена (венчание 14 (26) июля 1820 года) — Софья Михайловна Миклашевская (1803—1874), дочь екатеринославского губернатора Михаила Павловича Миклашевского
- дочь Мария (1 (13) июля 1821 года[5]—1881), крестница деда М. П. Миклашевского и княгини К. И. Лобановой-Ростовской; замужем с 1845 года за глуховским предводителем дворянства Владимиром Ивановичем Туманским (1809—1889).
- сын Михаил (20 октября (1 ноября)  1822 года[6]—1890-е), крестник графа графа А. И. Кушелева и графини А. И. Безбородко; воспитанник I-го кадетского корпуса, офицер конной артиллерии (1842), исправник Глуховского уезда полицейского управления (1860-е гг.), чиновник особых поручений Московской губернской казённой палаты (1870-е гг.). Был женат на Анне Дмитриевне Амосовой (ум. 31.12.1913).
- дочь Анастасия (1824—1874), замужем с 1844 года за помещиком Казанской губернии подполковником Иваном Павловичем Умовым (1811—1876), внебрачным сыном секунд-майора Павла Михайловича Наумова (1764—1837) и его крепостной Матрены Тихоновны; внуки — Умов Николай Алексеевич, Умов Владимир Алексеевич; правнуки — Умов Иван Павлович, Умов Алексей Иванович[7].
- сын Платон (1825—1825), умер в младенчестве.
- дочь Любовь (1826—1899), замужем с 1850 года за штабс-ротмистром лейб-гвардии Уланского полка Василием Васильевичем Гербелем (ум. 1878);

Вторая жена (неофициальная с 1838, в Сибири) — Александра Тихоновна Томникова (1819—2 (14) июня 1865 года, Курган), из крестьян д. Рябковой Курганского округа;
- дочь Екатерина (4 (16) ноября 1839 года — ?), замужем с 3 (15) февраля 1857 года за учителем Омского полубатальона кантонистов унтер-офицером Александром Львовичем Кузнецовым (1835 — ?).
- сын Иван (8 (20) июля 1841 года—20 июля (1 августа)  1842 года)
- сын Иван (20 декабря 1842 года (1 января 1843 года) — ноябрь 1856), умер после трёх лет болезни
- дочь Мария (6 (18) апреля 1844 года — 5 (18) октября 1909 года, Курган), при крещении восприемником был подполковник Валериан Васильевич Пассек. 21 января (2 февраля)  1863 года вышла замуж за польского революционера, сосланного на жительство мещанина города Кургана Климента Викентьевича Круковича (ок. 1833—15 (27) июня 1864 года), католического вероисповедания. Затем неофициально жила с курганским (в 1867—1872 — тюменским) городничим Михаилом Авенировичем Карпинским. В 1894 году Карпинский получил разрешение от своей жены Пелагеи Никифоровны разрешение на усыновление детей Марии (Федора, Георгия и Василия Круковичей). Похоронена в Кургане на приходском кладбище Богородице-Рождественского собора (ныне Парк Победы)[8].
- сын Николай Томников (13 (25) мая 1848 года— ?); его Бригген увёз с собой из Сибири, после смерти отца его, возможно, взял на воспитание Н. И. Тургенев[9]. В 1864 году приезжал к матери в Курган.

Александр Фёдорович фон дер Бригген и его потомки в баронском достоинстве утверждены не были. Баронский титул дворянских остзейских фамилий требовал подтверждения. 8 (20) июня 1859 года Высочайше утверждено «мнение Государственного Совета о доказательствах на Баронский титул дворянских фамилий Прибалтийских губерний». Представители некоторых ветвей осевших в Российской империи Брюггенов (Бриггенов) воспользовались этим правом. Определением Правительствующего Сената, от 28 февраля (12 марта)  1862 года, за Курляндскою дворянскою фамилиею фон-дер-Брюгген признан баронский титул. Определениями Правительствующего Сената от 8 (20) мая 1863 года и 17 (29) марта 1864 года утверждены в баронском достоинстве, со внесением в V часть Родословной Книги, бароны фон-дер-Брюгген: 1) генерал-лейтенант Эрнест-Генрих и подполковник Иоанн-Конрад-Густав сыновья Дидриха-Иоанна-Эрнста и 2) генерал-майор Федор Дмитриевич (Мориц-Фридрих сын Дидриха-Иоанна-Эрнста), жена его Елена Степановна (рожд. Евецкая) и дочь их София".

## Написание фамилии
По мнению потомка декабриста, А. А. Пономаренко, когда Фридрих Эрнест фон-дер Брюгген в 1784 году поступил на русскую службу фамилия претерпела некоторые изменения: вероятно, из-за недостаточно грамотного писаря Brüggen стал Бригеном. Однако если латинская «ü» превратилась в русскую «и», то вопрос о количестве букв «г» так и остался не до конца решённым. Декабрист писал свою фамилию как «Бриген», в современных ему официальных документах он, как правило, именовался так же. Зато на могильном камне выбито «Александръ Ѳедоровичъ фонъ деръ Бриггенъ». Современники употребляли оба варианта: «Бриген» и «Бригген». Позднее разночтение перешло в исследовательскую литературу.